# Pożar pociągu w Jokohamie
Pożar pociągu w Jokohamie (jap. 桜木町事故 Sakuragichō jiko) – miał miejsce 24 kwietnia 1951 roku, kiedy EZT serii 63 wykonujący kurs na linii Keihin w pobliżu stacji kolejowej Sakuragicho w Jokohamie uderzył w luźny przewód sieci trakcyjnej, co wywołało zwarcie i pożar. W wypadku zginęło 106 osób, a 92 zostały ranne.

## Przebieg wydarzeń

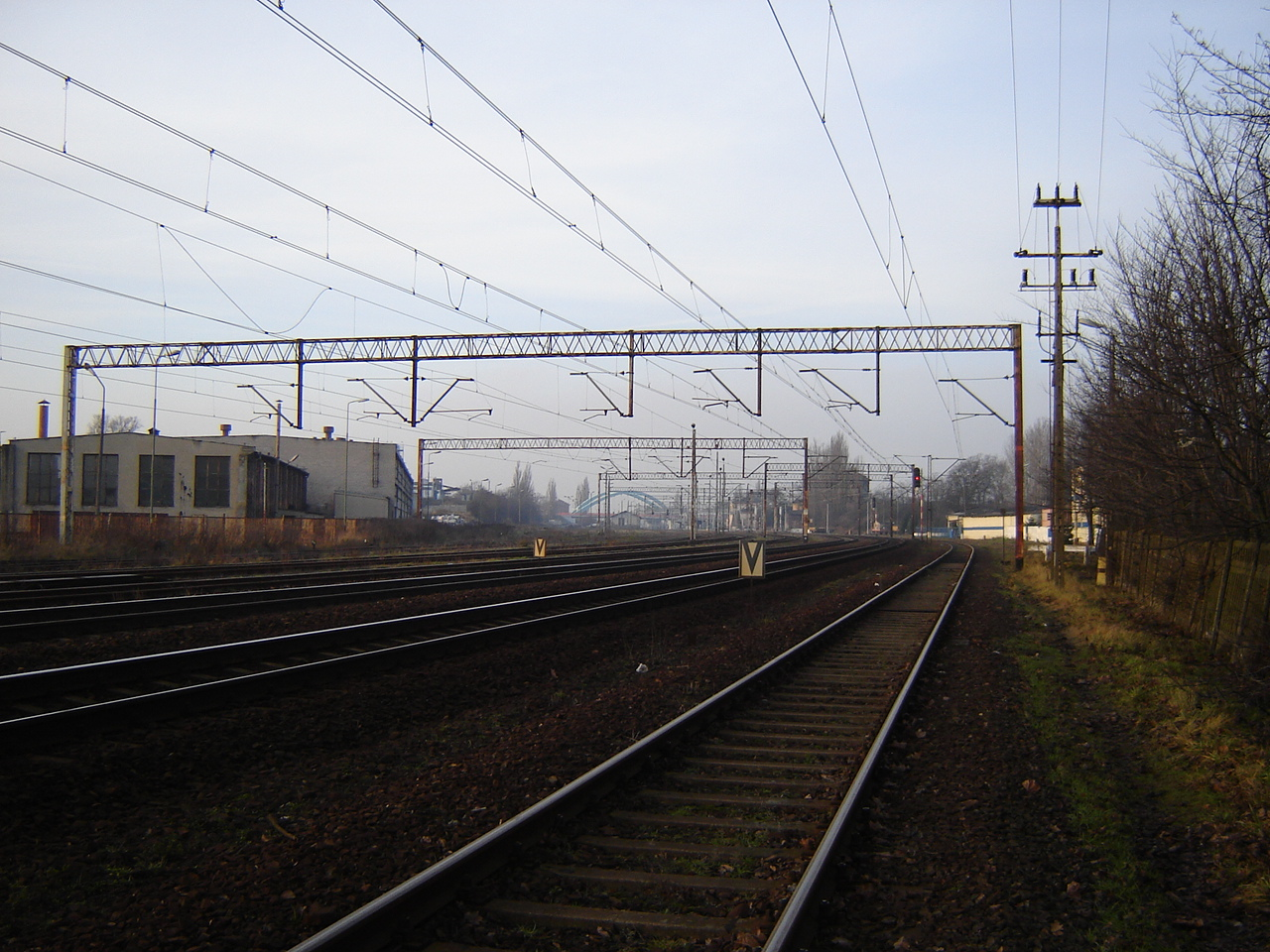
Kolejowa sieć trakcyjna. Górny przewód to przewód nośny, pod który podwieszony jest przewód jezdny. To właśnie przecięcie górnego przewodu wywołało pożar.

W feralny dzień brygada sieciowa prowadziła w pobliżu stacji Sakuragicho wymianę izolatorów elektrycznych. O godzinie 13:38 przypadkowo nastąpiło przecięcie przewodu nośnego (górnego przewodu sieci trakcyjnej, który służy jako „wieszak” dla przewodu jezdnego) w następstwie czego odcinek przewodu jezdnego zawisł luźno. Cztery minuty później, o 13:42, pociąg pasażerski nr. 1271B prowadzony 5-wagonowym EZT serii 63 nadjeżdżający od strony stacji Jokohama najechał na przewód. Maszynista pociągu podjął próbę opuszczenia pantografu, który zaplątał się w przewód, ale odbierak oderwał się i spadł na bok, wywołując iskrzenie. Drewniana konstrukcja wagonu zajęła się ogniem. Dwie podstacje trakcyjne – Jokohama i Tsurumi – zasilały sieć napięciem 1500 V prądu stałego jeszcze przez 5 minut od wybuchu pożaru – na podstacji Tsurumi nie funkcjonował odłącznik.
Głównym czynnikiem, który spowodował taką liczbę ofiar, była konstrukcja EZT serii 63. Seria ta należała do produkcji wojennej, w której zastosowano wiele rozwiązań oszczędnościowych. Należał do nich m.in. drewniany dach wagonu oraz trójdzielne okna (wprowadzone, by oszczędzić cenne szkło), których otwory były zbyt małe, by mógł się przez nie przecisnąć człowiek (otwory miały po 29 cm wysokości). Dźwignie awaryjnego otwierania drzwi nie były wystarczająco oznakowane, zaś drzwi międzywagonowe otwierały się tylko do wewnątrz, całkowicie zamykając pasażerów w pułapce.